# Teodoro Andrés Marcos
Teodoro Andrés Marcos (Negrilla de Palencia, 1 de abril de 1880, Salamanca, 21 de julio de 1952) fue catedrático de Derecho en la Universidad de Salamanca.

## Biografía
Con doce años fue becado para ir a estudiar en el seminario de Comillas. En tierras cántabras permaneció veinticuatro años, donde logra los títulos de doctor en filosofía, teología, derecho canónico y derecho civil. En 1916 regresa a Salamanca para dar clases en la Universidad de Salamanca.
A lo largo de los treinta y cuatro años que ejerció la docencia en Salamanca llegó a impartir clases de derecho romano en la Universidad Pontificia y de derecho Canónico en la Universidad de Salamanca. De esta llegó a ser vicerrector. 
Fue detenido en Salamanca el 5 de septiembre de 1932, con motivo de auxiliar a un militar cómplice de la intentona golpista del general Sanjurjo.
Acabada la Guerra Civil, conformó, junto a otros dos catedráticos, la Comisión “A” encargada de la depuración universitaria en la Universidad de Salamanca.
Finalmente el 27 de mayo de 1950 dio su última lección en la universidad, tras haber dado clases a más de cuatro mil alumnos.

## Obras
- Comentarios al Derecho Canónico.
- Vitoria y Carlos V en la soberanía hispano-americana.
- Los Imperialismos en el Demócratas Alter
- La Escuela salmantina de Derecho Internacional y el P. Suárez.